# Isola dei Fagiani
L'Isola dei Fagiani (in francese île des Faisans, in spagnolo Isla de los Faisanes, in basco Konpantzia o Faisaien Uhartea/Irla) è un isolotto fluviale che sorge sul fiume Bidasoa, il quale segna il confine naturale tra Francia e Spagna.
In passato fu conosciuta anche come "Isola dell'Ospedale" (Île de l'Hôpital), ma, nel XVII secolo, fu prevalentemente nota come "Isola della Conferenza" (Île de la Conférence) per aver ospitato la sede del trattato che sancì la pace dei Pirenei fra il Regno di Francia e l'Impero spagnolo.
Dal 1856 l'isola è considerata un condominio franco-spagnolo: è amministrata per sei mesi l'anno dalla municipalità francese di Hendaye e per i restanti sei mesi dal confinante comune spagnolo di Irun.

## Storia
Già sede di un lazzaretto e zona franca adibita a luogo di scambio di prigionieri, la piccola isola fluviale divenne celebre nel 1615 quando gli ambasciatori della corte spagnola e di quella francese vi organizzarono il fidanzamento ufficiale degli eredi dei rispettivi sovrani: Elisabetta di Francia, figlia di Enrico IV, venne promessa in sposa a Filippo IV di Spagna, mentre la sorella di quest'ultimo, l'infanta di Spagna Anna d'Austria, fu destinata al principe Luigi, fratello di Elisabetta di Francia.

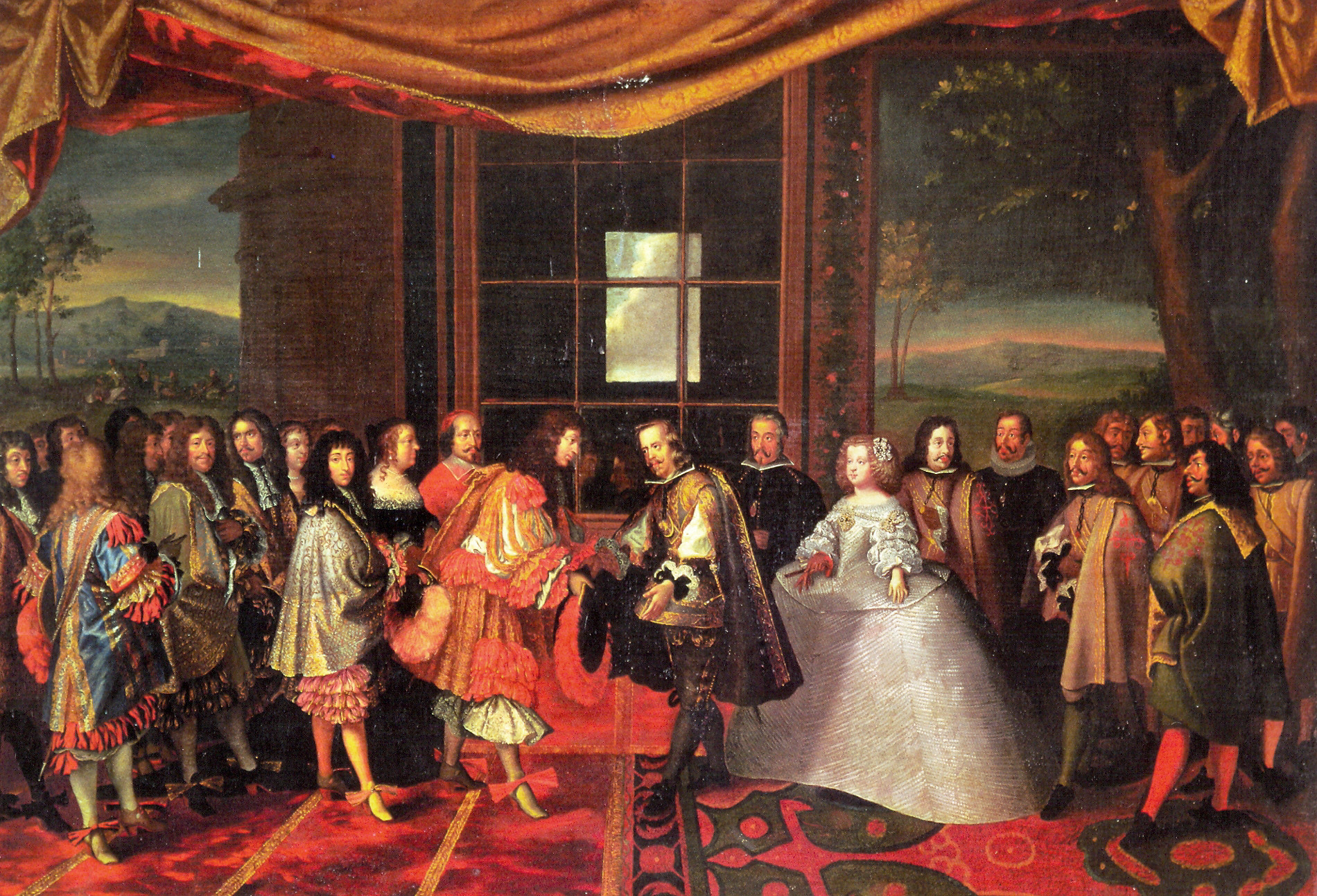
Luigi XIV e Filippo IV, in un dipinto di Jacques Laumosnier, sulla linea di confine presso il padiglione allestito sull'Isola dei Fagiani per la firma della pace dei Pirenei

Tuttavia, i rapporti tra i due Stati degenerarono nel lungo conflitto, dilaniante e impegnativo, che passò alla storia come guerra dei trent'anni. La sua conclusione fu sancita dalla sottoscrizione di un accordo fondato su un'alleanza dinastica e fu così che il 7 novembre 1659 l'isola, considerata luogo neutrale, fu teatro di un nuovo evento storico, ospitando il fidanzamento fra Maria Teresa d'Austria, unica figlia di Elisabetta di Francia e di Filippo IV di Spagna, e il giovane nipote di Filippo IV, il re di Francia Luigi XIV.
Nell'estate dello stesso anno il lieto evento fu preceduto dal negoziato, durato diversi mesi, fra i due regni confinanti. L'isola fu anche la sede delle trattative, che videro confrontarsi le rispettive diplomazie: da una parte il cardinale Giulio Mazzarino, rappresentante di Luigi XIV, e dall'altra l'ambasciatore Luis de Haro per conto del trono di Spagna. Tale evento valse all'isola il nome di Île de la Conférence.
A trattative concluse, il 5 e il 6 giugno 1660 i due sovrani s'incontrarono di persona sull'isola, nel padiglione allestito appositamente su commissione di Filippo IV, per la stipula ufficiale del trattato dei Pirenei, che pose fine alla guerra dei trent'anni. Lo storico evento fu rappresentato dal pittore spagnolo Diego Velázquez e fu anche ricordato dal poeta francese Jean de La Fontaine, che, nella Favola delle due capre, si permise un'ironica allusione allegorica all'incontro dei due sovrani:
Je m'imagine voir, avec Louis le Grand,

Philippe Quatre qui s'avance 

dans l'île de la Conférence.»
A conclusione del trattato, nella vicina località di Saint Jean de Luz, furono celebrate le nozze reali organizzate l'anno prima.
Nel 1679, a distanza di vent'anni, l'isola fu nuovamente scelta per un evento di Stato, ovvero le nozze reali fra Carlo II di Spagna e Maria Luisa d'Orleans, mentre nel 1721 ospitò l'ufficializzazione del fidanzamento fra il re di Francia Luigi XV e Maria Vittoria di Spagna, i quali, tuttavia, non si sarebbero sposati fra loro.
Nel 1690 e nel 1719 l'ormai celebre isola divenne sede di altri incontri diplomatici fra i delegati della regione francese del Labourd e della Bayonne con quelli della regione spagnola della Gipuzkoa e della Biscaglia, per la stipula dei cosiddetti Trattati di Buona Corrispondenza.
Il 2 dicembre 1856 il trattato di Bayonne, successivamente ratificato in una convenzione del 27 marzo 1901, decretò che il territorio dell'isola divenisse oggetto di una sovranità congiunta esercitata dai rispettivi Stati confinanti per un periodo alternato di sei mesi ciascuno.
Tornata a essere nota come Isola dei Fagiani, il 1º febbraio 2012, dopo anni di interdizione al pubblico, l'amministrazione dell'isola ha consentito di assistere al consueto passaggio di poteri fra le due amministrazioni statali confinanti mediante una cerimonia pubblica che ha attirato numerosi turisti.

## L'amministrazione condivisa

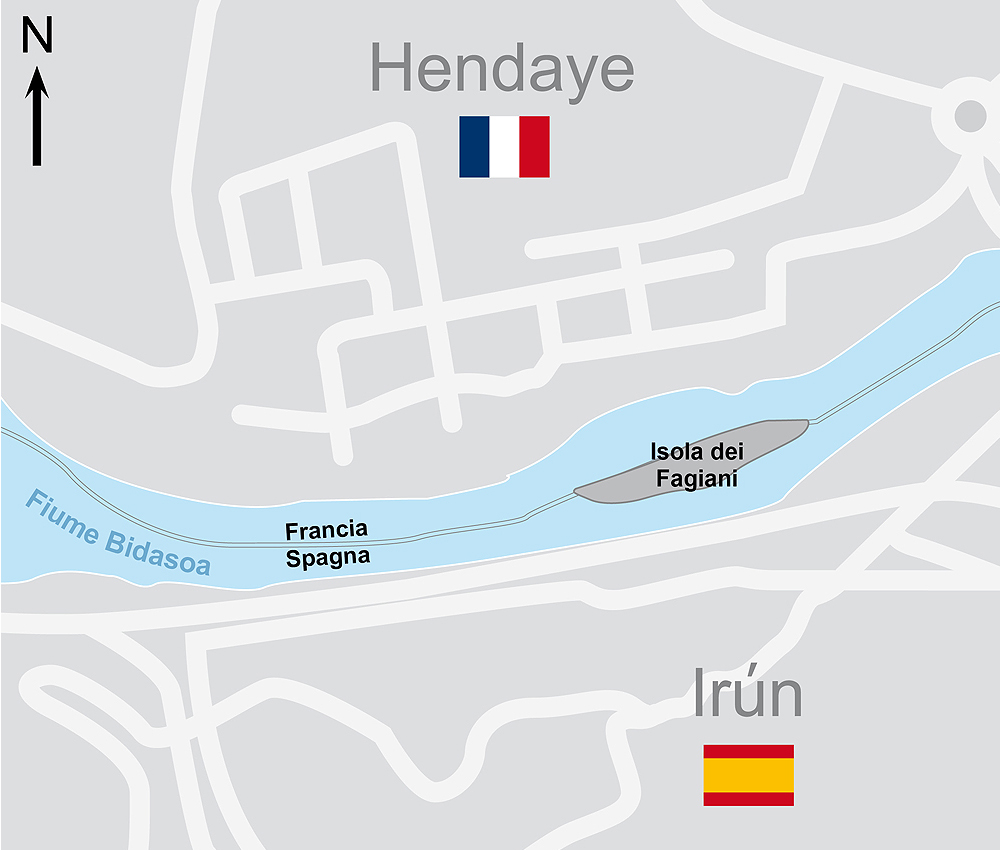
Una mappa esemplificativa dell'isola e delle due città confinanti

L'Isola dei Fagiani rappresenta il più piccolo territorio al mondo governato mediante un condominio. Esso è regolato dal trattato di Bayonne e prevede che il condominio amministrativo e giuridico dell'isola sia esercitato alternativamente da Francia e Spagna sei mesi l'anno, con la seguente cadenza: dal 1º agosto al 31 gennaio a favore della Francia e dal 1º febbraio al 31 luglio a favore della Spagna.
Per conto dello Stato francese il condominio è gestito dal comandante della base navale dell'Adour e da due delegati, che si fregiano del titolo onorifico di viceré; per lo Stato spagnolo il delegato omologo è il solo comandante della base navale di Hondarribia. Amministrativamente, nei rispettivi periodi stabiliti, l'isola appartiene al territorio della municipalità francese di Hendaye e al confinante comune spagnolo di Irun. I due nuclei cittadini sono indipendenti e separati dal fiume ma costituiscono, praticamente, un unico agglomerato urbano.

## Caratteristiche geografiche
L'isola, lunga circa duecento metri, ha un'ampiezza di circa tremila metri quadrati ed è il risultato di un deposito alluvionale sorto vicino alla foce del fiume Bidasoa, che costituisce da secoli il confine naturale tra Francia e Spagna. Caratterizzata da una fitta vegetazione, l'isola ha una forma allungata ed è raggiungibile soltanto tramite imbarcazioni poiché non è collegata da ponti.
Sull'isola vi è un monumento in memoria del trattato dei Pirenei, posto nel 1861 in corrispondenza del luogo dove sorgeva il padiglione allestito per lo storico evento.